# Bruce Goff

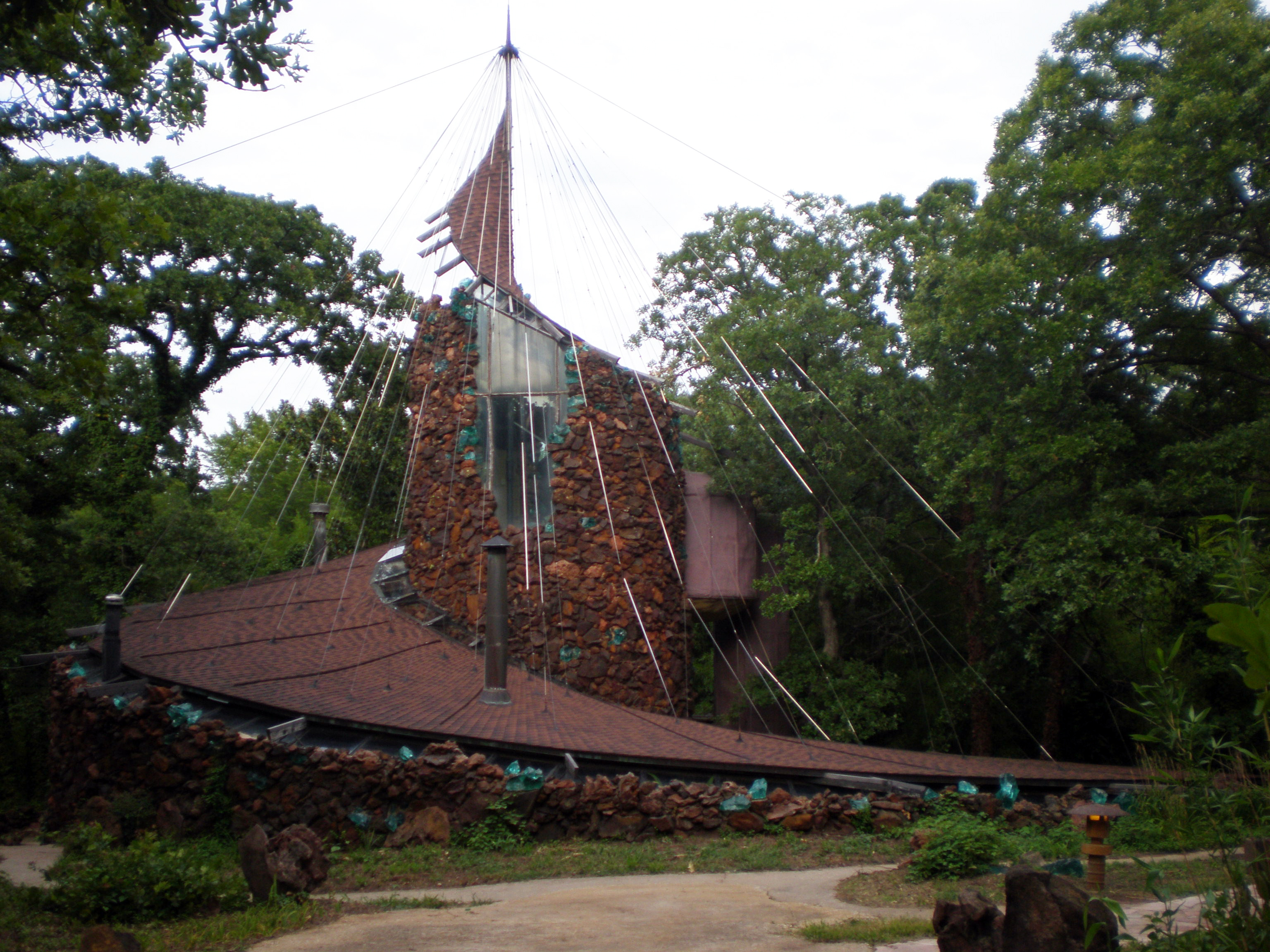
Bavinger House, Oklahoma City, Oklahoma

Bruce Alonzo Goff, född 7 juni 1904 i Alton i Kansas i USA, död 4 augusti 1982 i Tyler i Texas i USA, var en amerikansk arkitekt.
Bruce Goff var son till urmakaren Corliss Goff och växte upp i Alton i Kansas, Tulsa, Henrietta, Skiatook och Hominy i Oklahoma, Denver i Colorado och återigen i Tulsa under osäkra ekonomiska förhållanden. Han blev vid 12 års ålder lärling på en arkitektbyrå i Tulsa. Han blev vid denna tid bekant med Frank Lloyd Wrights arkitektur, vilken inspirerade honom. Han blev senare delägare i arkitektbyrån 1930.
Han flyttade 1934 till Chicago och undervisade på deltid på Chicago Academy for the Arts. Under andra världskriget tjänstgjorde Goff som arkitekt i den amerikanska flottan. År 1947 blev han lärare i arkitektur vid University of Oklahoma. 
Bruce Goff var engagerad i idéerna om organisk arkitektur, som framfördes av Frank Lloyd Wright och andra arkitekter inom prärieskolan, som Louis Sullivan. 

## Bildgalleri

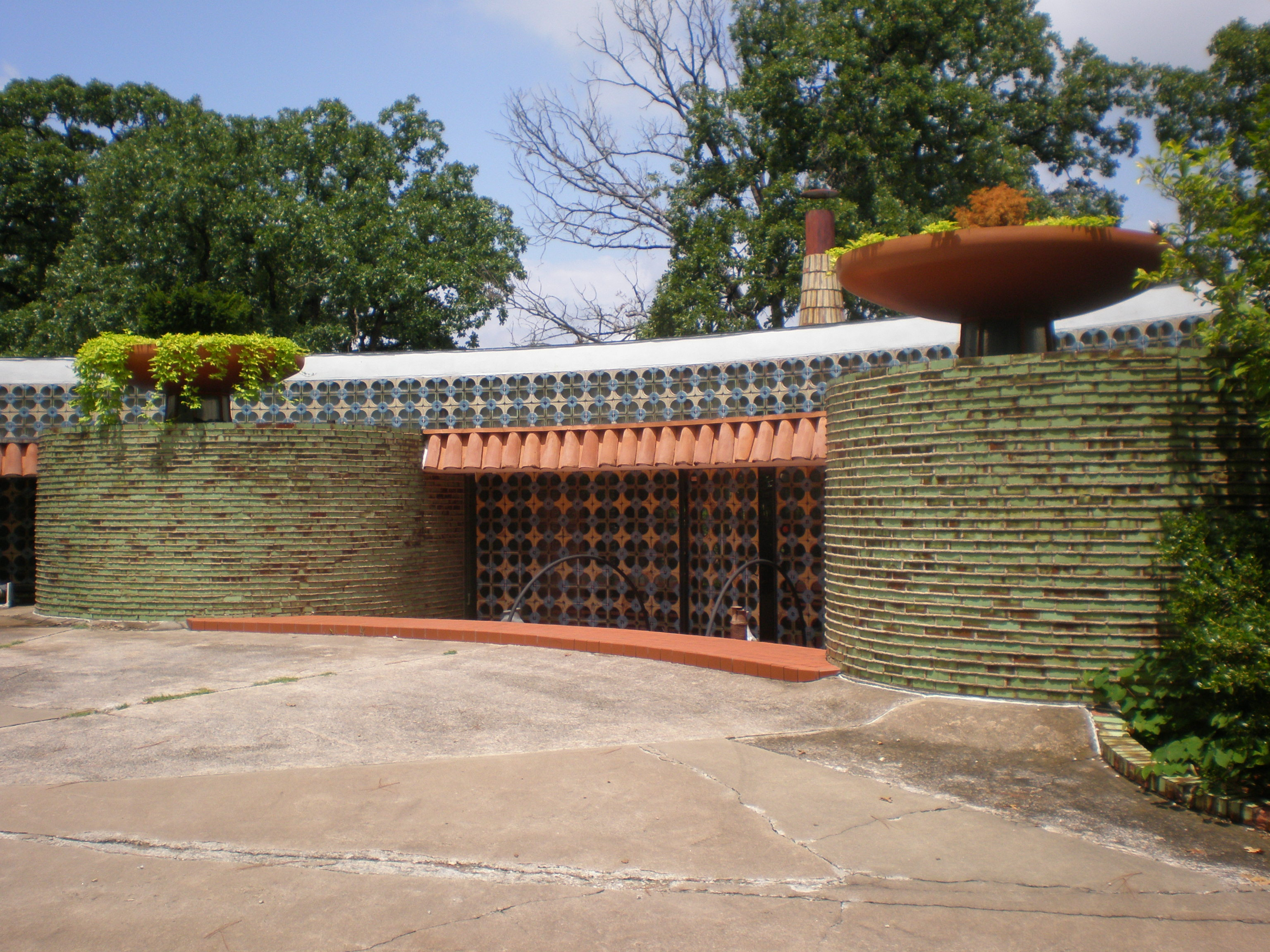
Baksidan av Frank House, Sapulpa utanför Tulsa, Oklahoma
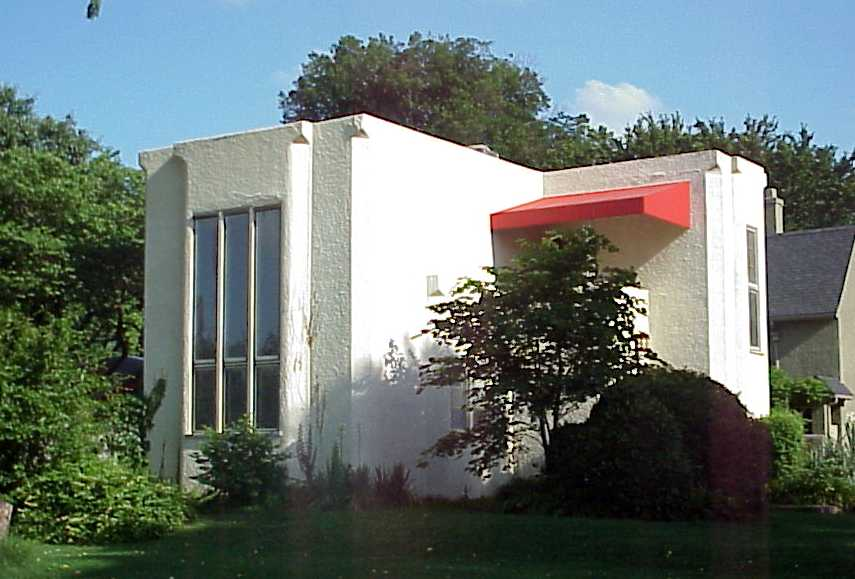
Adah Robinson House, Tulsa, Oklahoma (tillsammans med Joseph Koberling)
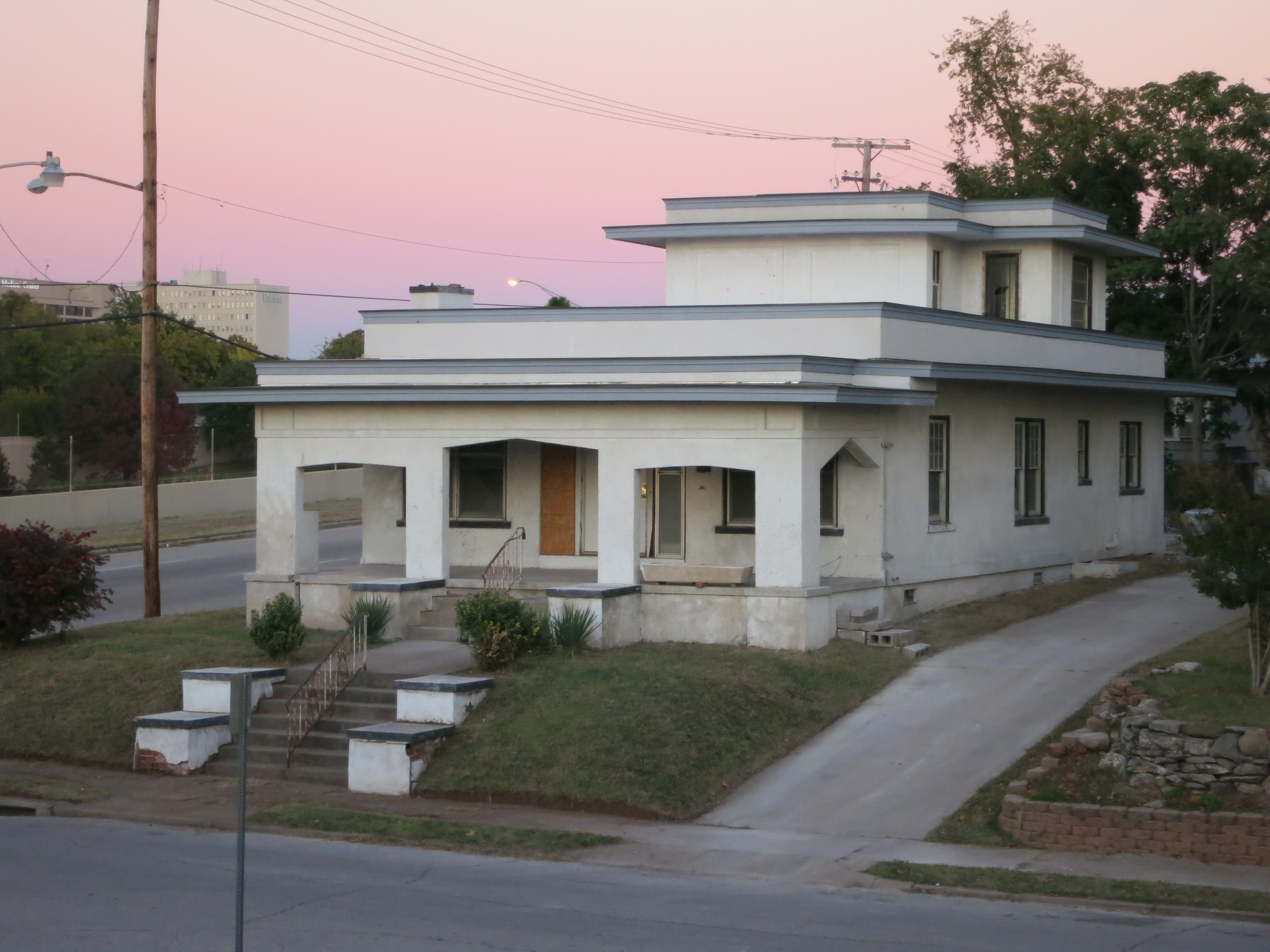
McGregor House, Tulsa, Oklahoma
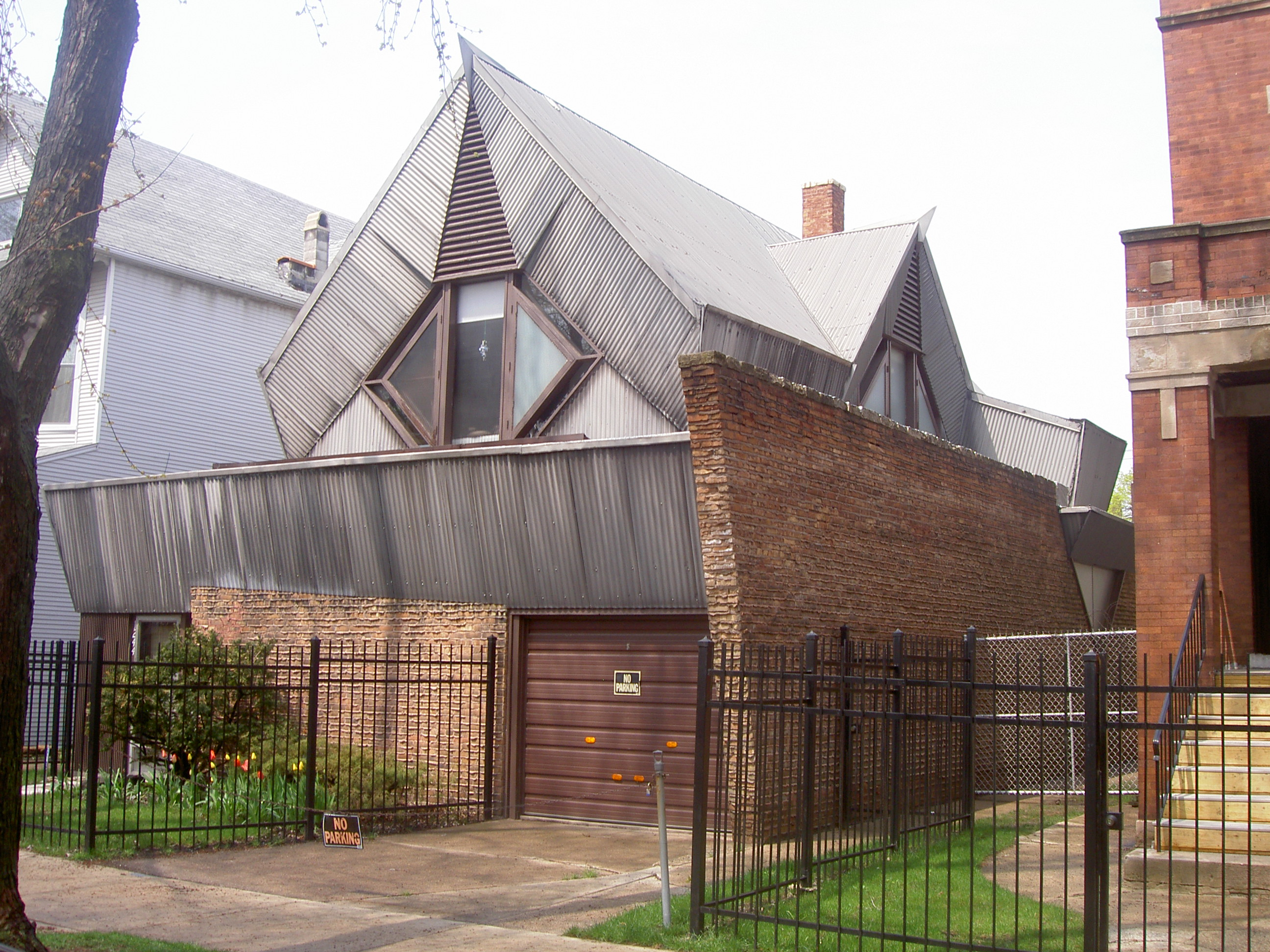
Myron Bachman House, Chicago
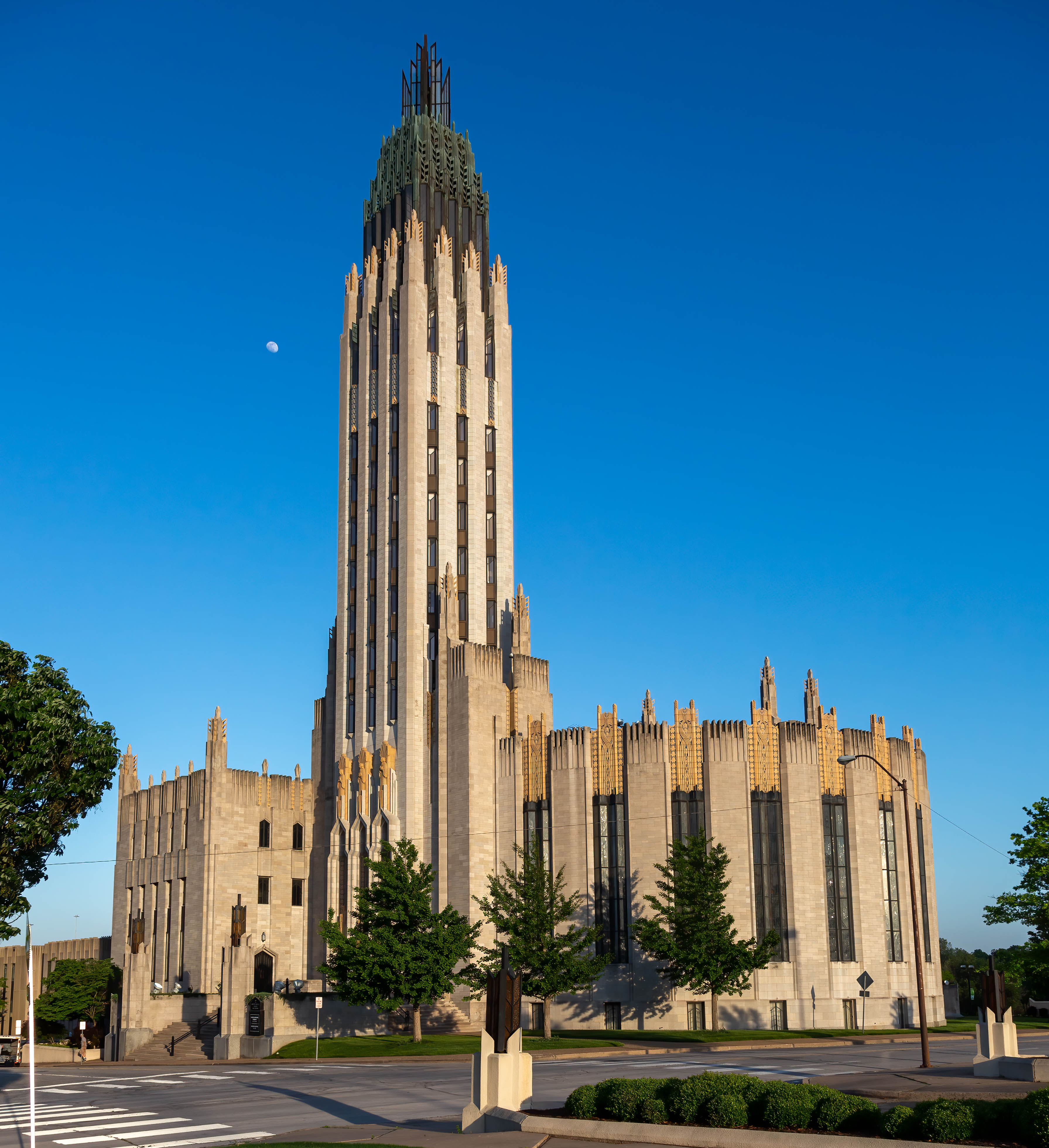
Boston Avenue Church, Tulsa, Oklahoma
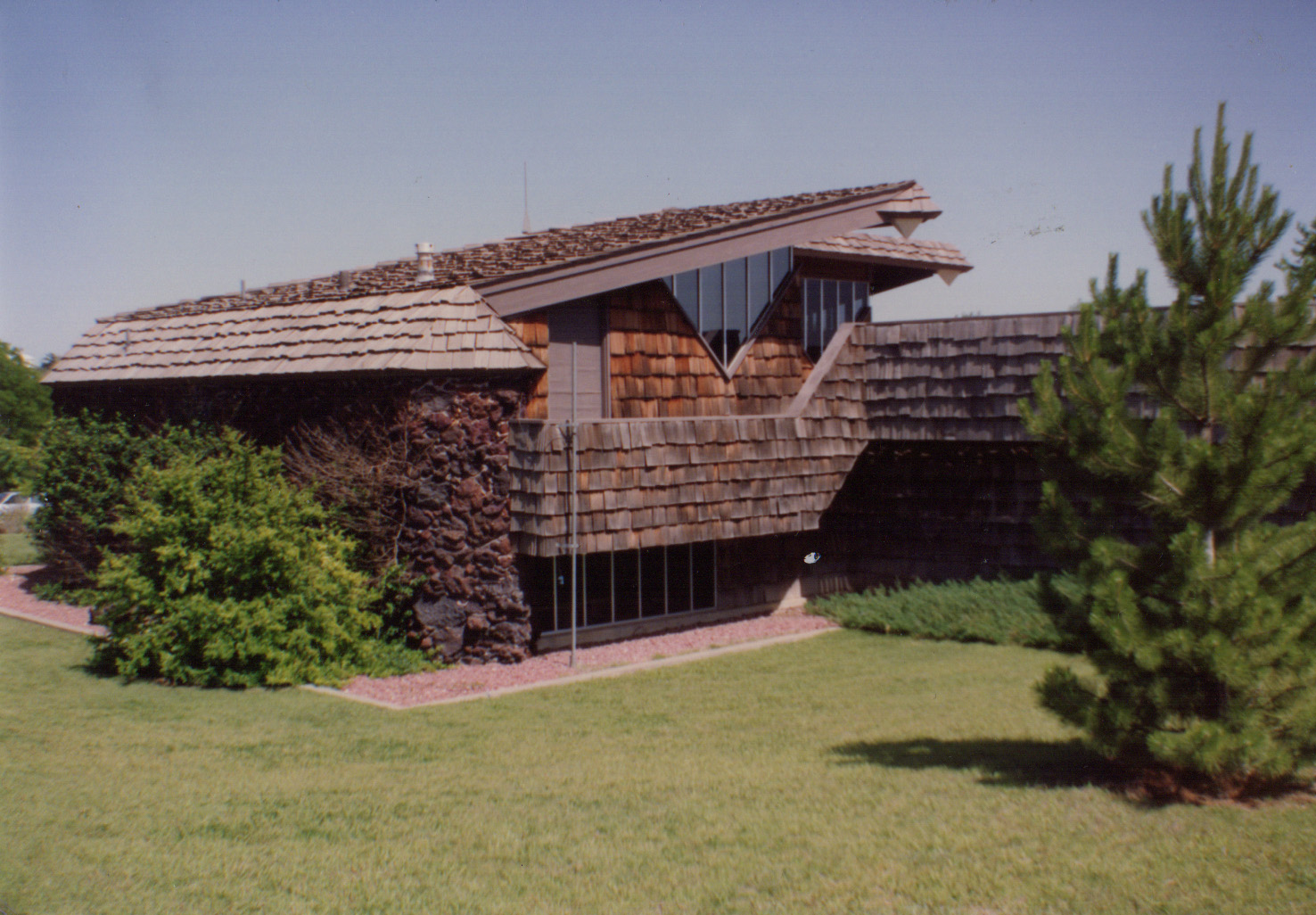
Glen Mitchell House, Dodge City, Kansas
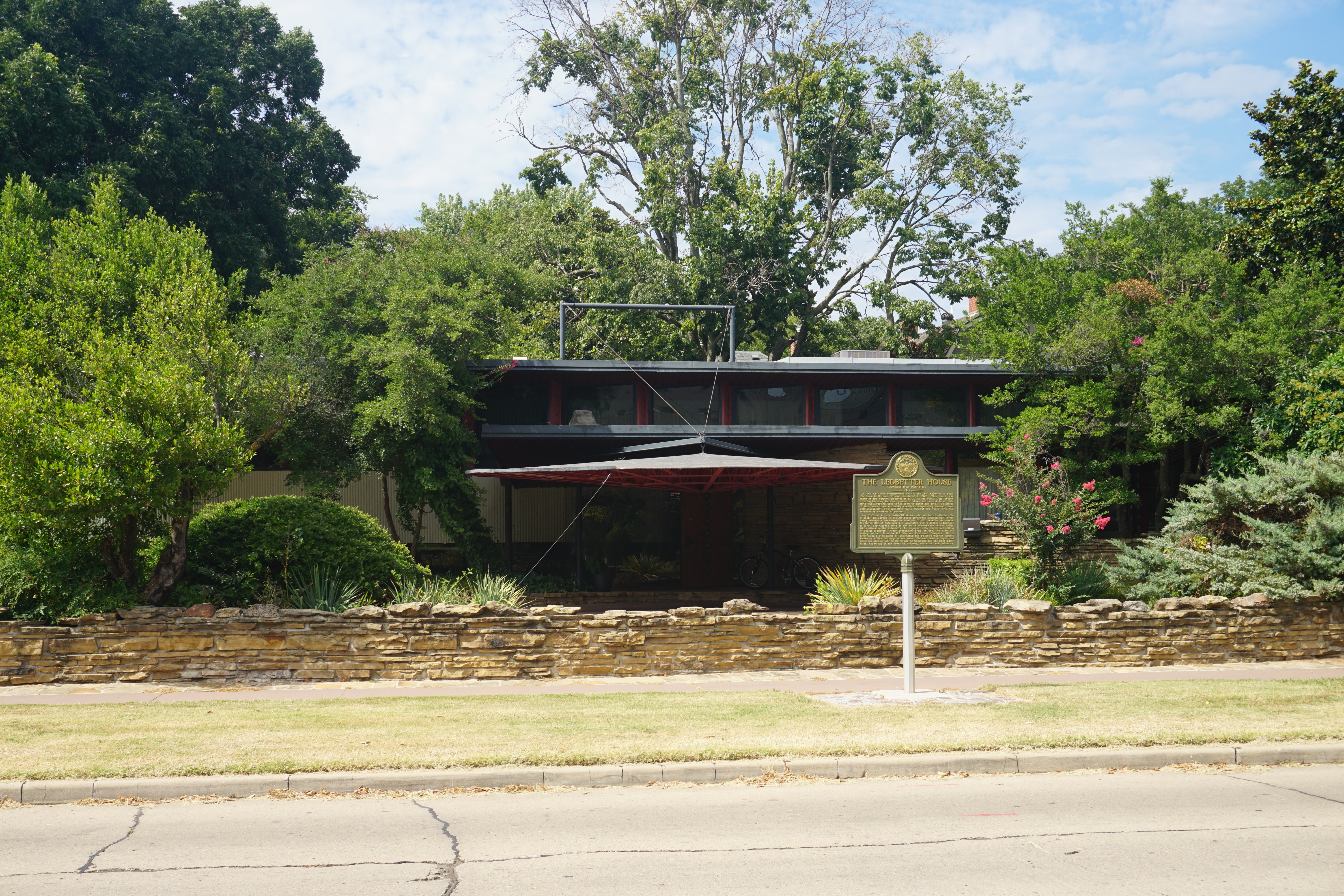
Ledbetter House på University of Oklahomas campus, Norman, Oklahoma
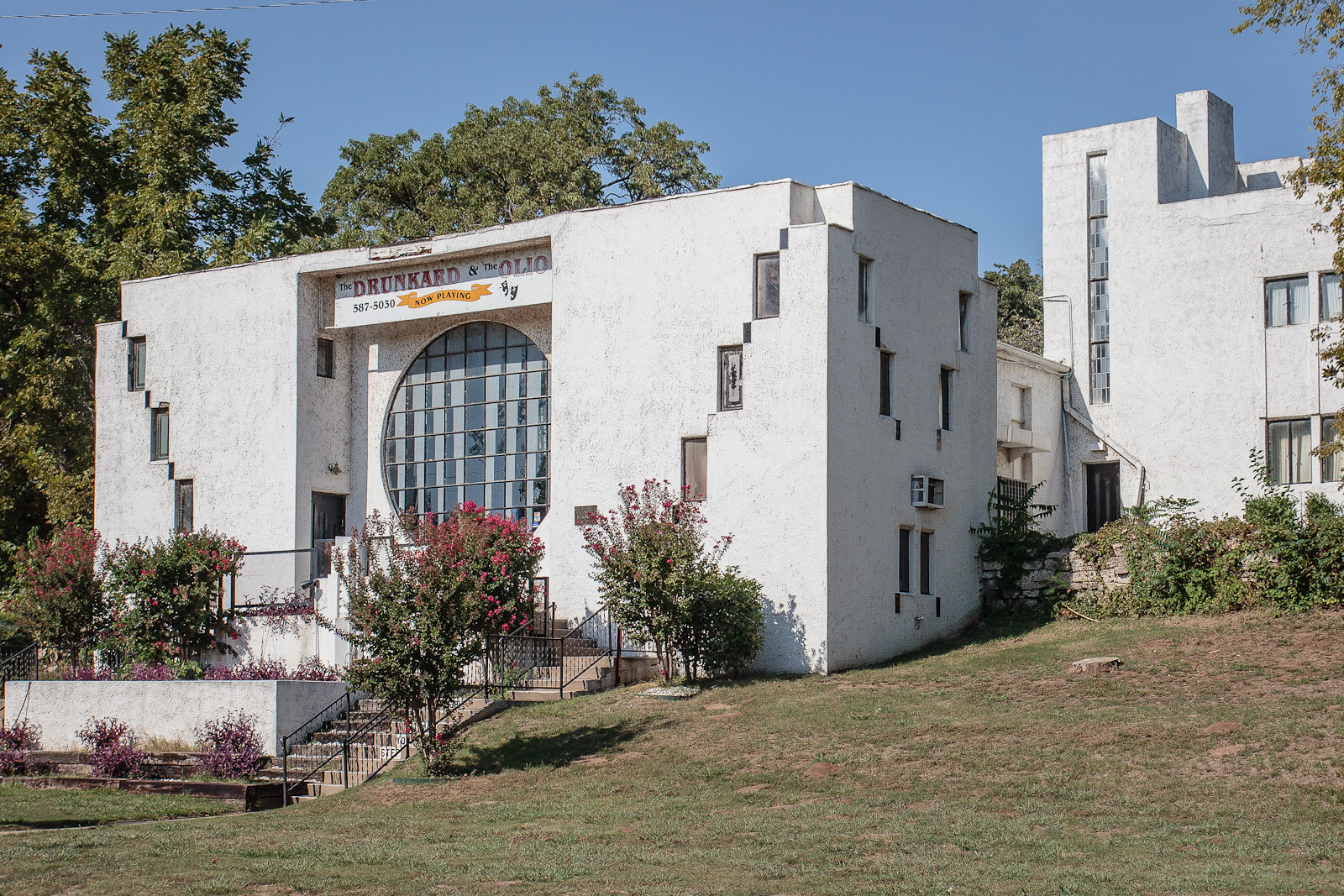
Teatern Riverside Studio, Tulsa, Oklahoma